# Дело Йоселе
Дело Йоселе (ивр. פרשת יוסל'ה שוחמכר ‎) — похищение в 1960 году в Израиле 6-летнего Йоселе Шухмахера его дедом из антисионистской ультрарелигиозной общины «Нетурей карта» и операция по розыску мальчика израильской разведкой «Моссад».

## Предыстория
Родители Йоселе — Алтер и Ида Шухмахер — с двумя детьми репатриировались в Израиль из СССР в 1958 году. В связи с тяжёлым материальным положением они обратились к родителям Иды, давно живущим в Израиле, с просьбой о помощи. Йоселе поселился у своего деда Нахмана Штаркеса в иерусалимском районе Меа-Шеарим. Штаркес был членом ультрарелигиозной общины «Нетурей карта», отрицающей Государство Израиль и сионизм.
В январе 1960 года родители Йоселе решили вернуть сына в семью, поскольку материальные трудности закончились. Однако Нахман Штаркес считал, что ребёнка отдадут в светскую школу, и подозревал, что Шухмахеры планируют вернуться в СССР. Поэтому он отказался возвращать ребёнка родителям. Те обратились в суд, который в феврале 1960 года вынес постановление, что Йоселе должен быть немедленно возвращён в свою семью.

## Похищение
Нахман Штаркес, несмотря на угрозу тюремного заключения, отказался выполнить решение суда. На суде Штаркес утверждал, что его внук находится в Израиле, но его адрес называть он категорически отказался. Поиски полиции ни к чему не привели. Процесс привлёк внимание прессы, разгорелся скандал. Появилась даже популярная песня с припевом: «Где Йоселе?», в ход пошли шутки и анекдоты с критикой правительства в связи с неспособностью найти похищенного ребёнка.

## Розыск
Премьер-министр Израиля Давид Бен-Гурион весной 1962 года принял решение поручить розыск мальчика внешней разведке «Моссад». Директор «Моссада» Иссер Харель поднял на ноги агентов во всём мире, разведка взяла под контроль зарубежную переписку всех членов общины «Нетурей карта». После этого в письме одного из израильских солдат матери, проживавшей в Бельгии, была найдена реплика: «Как поживает малыш?». Расследование показало, что ни младших братьев, ни племянников у солдата не имеется. Похитительницей оказалась Мадлен Ферэ — француженка, перешедшая в иудаизм. В итоге она призналась, что это она увезла Йоселе, переодев девочкой, а также сообщила адрес в Нью-Йорке, где ребёнок с тех пор находился.
Йоселе нашли и 5 июля 1962 года торжественно доставили к родителям в город Холон.
Это одна из немногих операций, когда «Моссад» работал на публику. Иссер Харель называл это дело самым трудным в своей работе.

## Последствия
Йоселе Шухмахер вырос в Израиле в семье родителей, сохранив хорошие отношения и с дедом. Несмотря на успешное завершение операции, «Моссад» подвергся сильной критике в связи с расходованием времени и средств на решение малозначимого внутрисемейного спора. Считается, что на эту операцию была потрачена существенная часть всего бюджета разведки на 1962 год.